# Jean-Andoche Junot
Jean-Andoche Junot, I duca di Abrantès, soprannominato la Tempesta (Bussy-le-Grand, 23 ottobre 1771 – Montbard, 29 luglio 1813), è stato un generale e nobile francese.

## Biografia

### Gli inizi e l'amicizia di Napoleone
Nato da una famiglia borghese, aveva appena intrapreso gli studi giuridici a Parigi allorché scoppiò la Rivoluzione. Si arruolò nell'armata dal 1790, nel battaglione dei volontari della Côte-d'Or. Divenuto presto sergente dei granatieri, partecipò all'assedio di Tolone nel 1793, nel corso del quale incontrò Napoleone del quale divenne segretario.
Durante la prima Campagna d'Italia Junot si distinse per la sua bravura, venendo ricompensato con l'incarico di portare al Direttorio le bandiere catturate al nemico, venendo anche promosso al grado di colonnello. Fu gravemente ferito a Lonato, (1796) fatto che gli causò un cambiamento di carattere rendendolo molto irritabile. Seguì Napoleone in Egitto (1798-99) come aiutante di campo e vi fu promosso generale di brigata. Partecipò alla campagna di Siria comportandosi con gran valore. Ferito ancora in battaglia, fu catturato dagli inglesi e tornò in Francia (14.6.1800) come invalido. Non partecipò al colpo di Stato del 18 brumaio e poco dopo sposò Laura Permon (1784 – 1838).

### Il periodo da governatore
Nel 1801 fu nominato generale di divisione e governatore militare di Parigi. Tuttavia Napoleone lo sostituì mandandolo ad Arras per addestrare un nuovo corpo di granatieri: espresso il suo malcontento per il trasferimento, fu inviato nel 1805 come ambasciatore in Portogallo ma fece in tempo a rientrare per partecipare alla battaglia di Austerlitz. Nel 1806, a seguito di alcune vicende di denaro legate ad un suo amico banchiere, fu nuovamente allontanato da Parigi ed inviato come governatore a Parma, con l'incarico di reprimere un'insurrezione. Rientrato a Parigi l'anno successivo e reintegrato nel suo incarico di governatore militare della capitale, fu presto nuovamente rimosso a causa del suo modo fastoso di vivere, ben al di sopra delle proprie disponibilità, avendo già dilapidato somme enormi ed essendo oberato dai debiti.

### L'avventura iberica
Gli fu così affidata a settembre 1807 l'armata del Portogallo, con l'incarico di occupare Lisbona e prendere prigioniero il reggente e futuro re Giovanni VI e catturare la flotta portoghese ancorata alla foce del Tago.. Partito da Salamanca in novembre, dopo una marcia che fece epoca, effettuata in tempi sorprendentemente brevi (500 chilometri circa in due settimane) e in condizioni di totale mancanza di rifornimenti che riuscì a procurarsi solo ad alcune miglia da Lisbona saccheggiando la piccola cittadina di Abrantes sul fiume Tago, conquistò la capitale all'inizio di dicembre.
Ma il re era già fuggito, sia pur da due soli giorni, grazie all'intervento della flotta inglese, che lo aveva imbarcato trasportandolo con la corte in Brasile. Anche la flotta portoghese aveva levato le ancore. Ad agosto dell'anno successivo Junot affrontò le truppe inglesi di sir Arthur Wellesley, futuro duca di Wellington, sbarcato con 9.000 effettivi alla foce del fiume Mondego. Le truppe di occupazione francese, disperse fra le varie province portoghesi per mantenere l'ordine pubblico, subirono numerose sconfitte in piccoli scontri con gli inglesi. Quando il futuro duca di Wellington ricevette altri rinforzi che portarono il suo organico a quasi 15.000 uomini, Junot diede battaglia nei pressi della città di Vimeiro (20 agosto 1808): la manovra di aggiramento da lui tentata non riuscì e sir Arthur inflisse ai francesi una severa sconfitta (2000 tra morti e feriti e 13 cannoni catturati, contro poco più di 700 inglesi fuori combattimento), costringendoli ad arroccarsi a Torres Vedras ove non rimase altro che la resa.
Tuttavia Junot riuscì a negoziare abilmente grazie alla sprovvedutezza e all'ingenuità dei due comandanti in sottordine del Wellesley, gli anziani generali Sir Hew Dalrymple e Sir Harry Burrard inviati a rilevarlo, ottenendo il rimpatrio per sé, i suoi soldati e il relativo equipaggiamento sulle navi inglesi (Convenzione di Sintra), in cambio della totale evacuazione del paese da parte dei francesi. Questo procurò ai suoi interlocutori una messa in stato d'accusa e una severa reprimenda, ed evitò a Junot la corte marziale. Alla fine del 1808 l'Armata del Portogallo fu sciolta e trasformata in VIII° Corpo d'armata dell'Armata di Spagna, affidato al comando dello stesso Junot.

### LaGrande Arméee la fine
Tornato in Francia, combatté con la Grande Armée nella Campagna d'Austria del 1809 e nel 1810 tornò nella penisola iberica con l'armata comandata dal Massena, ma subì anche questa volta la sconfitta a opera del Wellesley e rimase gravemente ferito. Partì nuovamente nel 1812 per la campagna di Russia come aiutante di campo di Napoleone, ma qualche tempo dopo la defezione di Girolamo Bonaparte gli fu affidato il comando dell'VIII Corpo d'armata; partecipò a quasi tutte le battaglie e fu severamente ripreso da Napoleone per non aver ostacolato sufficientemente la ritirata dell'esercito russo dopo la vittoriosa battaglia di Smolensk, ma poi nella battaglia della Moscova(Borodino) guidò l'VIII Corpo d'armata con competenza e bravura. Rientrato in Francia, si vide ritirare il comando e nel 1813 fu inviato in Illiria come governatore: lì il suo comportamento rivelò irrimediabili segni di insanità mentale, per cui fu rimpatriato e costretto a ritirarsi presso il padre in Borgogna; qui una sera, in un accesso di pazzia, si lanciò da una finestra rompendosi una gamba e tentò d'amputarsela con un coltello da cucina: morì dieci giorni dopo a causa di complicazioni infettive. La sua salma fu inumata a Montbard.